# Corpus Aurelianum
El Corpus Aurelianum, també anomenat Historia tripertita, és una recopilació de tres obres, datada del 360 dC, que informen sobre la història de la Roma antiga, recopilades per un autor desconegut. Duu el nom de l'historiador romà Sext Aurelius Victor pel fet que alguna de les obres que en formen part són d'aquest autor. Les tres obres són:
- Origo gentis Romanae (Origen del poble de Roma) que conté les llegendes sobre la història pre-romana i la fundació de Roma.[1]
- De viris illustribus urbis Romae, sobre personatges il·lustres de Roma.[2]
- Liber de Caesaribus, sobre la història de la Roma imperial.[3]

L'Origo gentis Romanae va arribar als nostres dies formant la primera part del Corpus Aurelianum. Antigament es pensava que l'autor de l'Origo era Sext Aureli Víctor, però actualment es creu que només va ser responsable de les altres dues parts del Corpus Aurelianum.
El corpus encara es conserva, en dos manuscrits medievals: 
- P = Codex Pulmanni (o Codex Bruxellensis) de Dierick Poelman (1511-1581 dC), manuscrit en paper, conservat a Brussel·les, del segle xv (Bibl. Reg. N. 9755-63, fol. 52-81)[4]
- O = Codex Oxoniensis del cardenal Bessarion (aprox. 1400–1472 dC), manuscrit en paper, conservat a Oxford, datat de l'any 1450 dC.[5]

Actualment és desaparegut el tercer manuscrit: 
- M = Codex Metelli de Johannes Metellus (aprox. 1510-1598)[6]

Els manuscrits P i O del Corpus Aurelianum es remunten a una plantilla comuna, però es dubta si figuraven també al Codex Metelli.